# Dia de Castella i Lleó

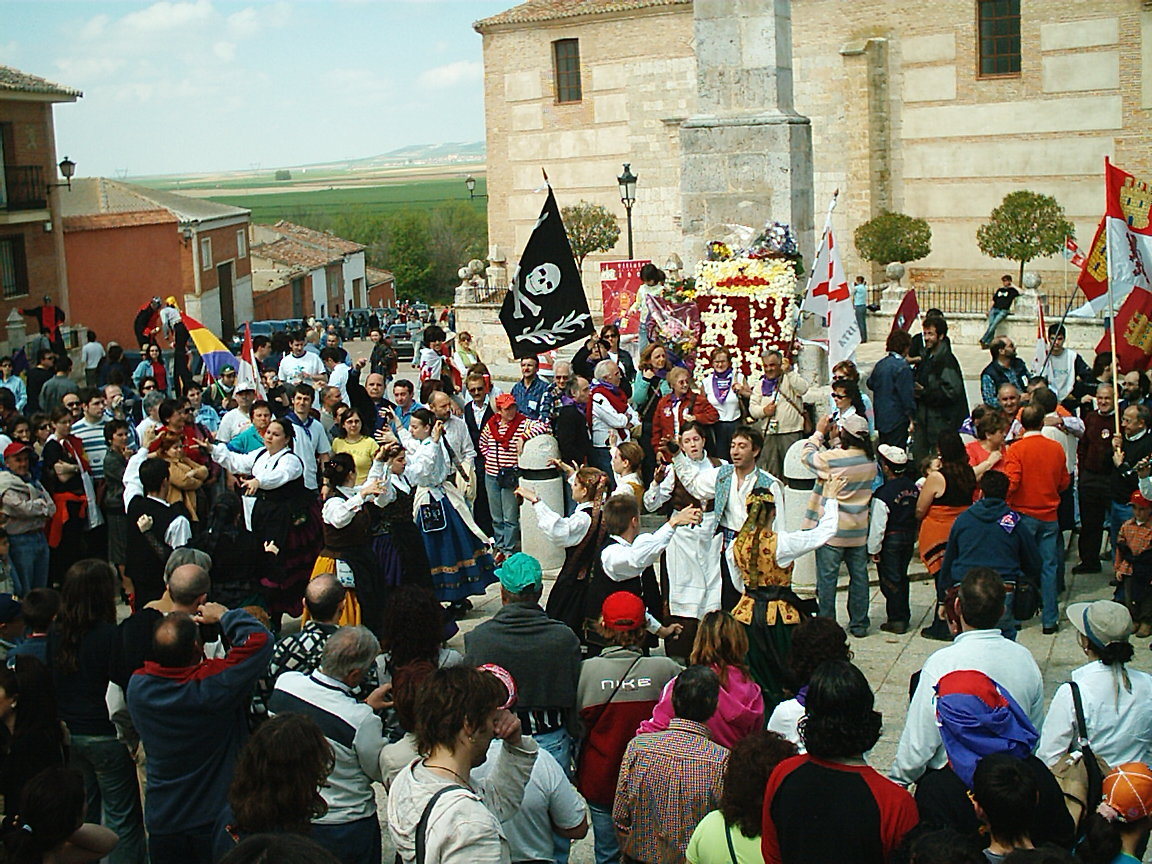
Ofrena a Villalar 2006

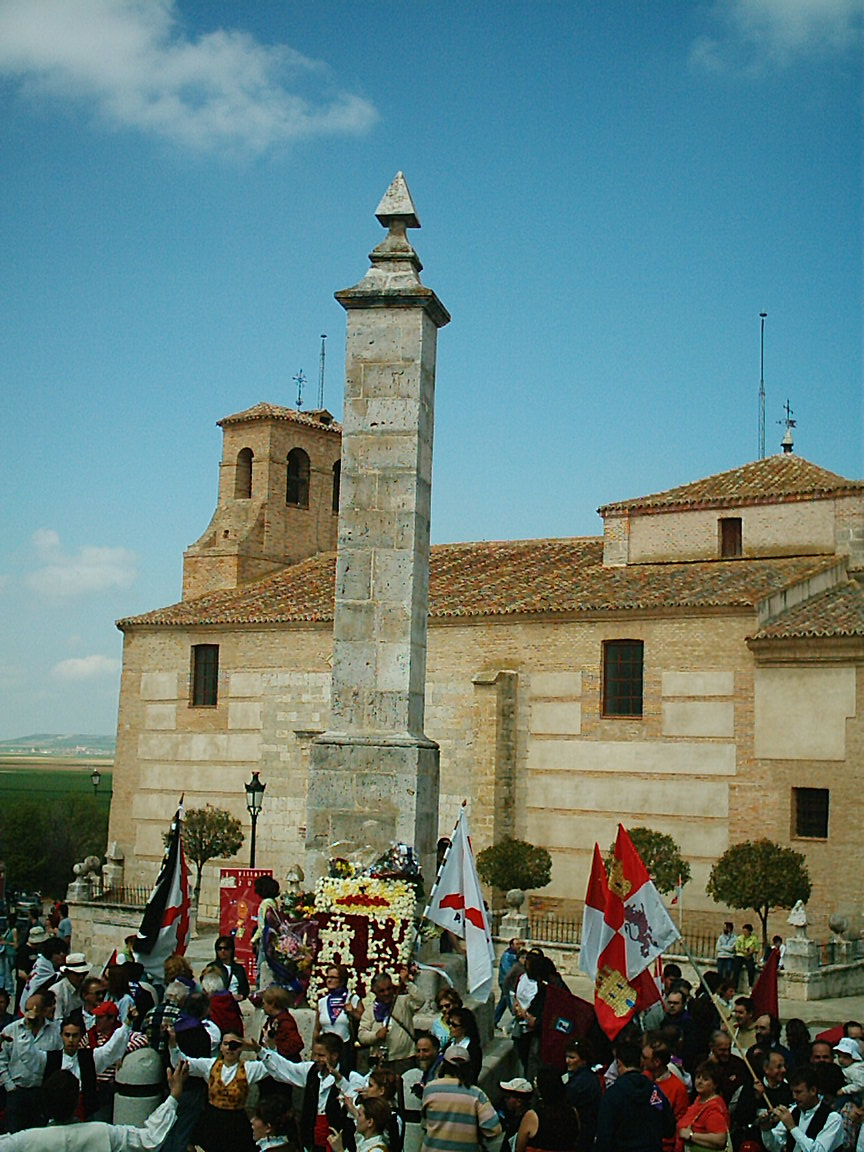
Monòlit a Villalar de los Comuneros

Cada 23 d'abril se celebra en la localitat val·lisoletana de Villalar de los Comuneros el Dia de Castella i Lleó, data en la qual es commemora l'aniversari de la batalla de Villalar, decisiva batalla de la Revolta de les Comunitats de Castella.
L'Estatut d'Autonomia castellanolleonès, aprovat en 1983, estableix en el seu article 6.3 sobre símbols de la Comunitat i festa oficial que «la festa oficial de la Comunitat és el 23 d'abril». Finalment, la Llei 3/1986, aprovada el 17 d'abril de 1986, en el seu article únic «estableix com a festa amb caràcter general al territori de la Comunitat de Castella i Lleó el dia 23 d'abril de cada any».

## Orígens
El naixement de Villalar com a símbol es remunta temps enrere. Ja en el segle xviii León del Arroyal, il·lustrat economista i destacat protoliberal, manifestava que Villalar va ser "l'últim sospir de la llibertat castellana". Els antecedents de les commemoracions de Villalar caldria situar-los en 1821, quan el guerriller castellà, Juan Martín Díez "El Empecinado", i els seus companys de la societat "Los Comuneros", van organitzar una expedició a Villalar a la recerca de les restes de Padilla, Bravo i Maldonado. Aquests fets van tenir el seu punt culminant amb un acte d'homenatge als Comuners en la plaça de Villalar el 23 d'abril de 1821.
En aquesta època és quan certs sectors, entre ells els membres de les societats secretes "Los Comuneros" o "Los Hijos de Padilla", comencen a emprar el discutit pendó morat. Durant el Trienni Liberal (1820-1823), Els Comuners van passar a ser objecte d'admiració pels corrents progressistes del país. Durant la Primera República Espanyola, la revolució comunera fou també un referent de llibertat per a l'ala federalista del Partit Republicà Democràtic Federal, que en 1869 va proclamar el Pacte Federal Castellà, el primer intent d'una organització territorial federalista a Espanya. Així en l'últim paràgraf d'aquest pacte s'afirma: "la sang dels Padilla, Bravo i Maldonados que corre per les vostres venes i al ardimiento que guarden memòria aquests pobles de les comunitats, garanteixen l'èxit de les nostres aspiracions i desitjos". En aquella època el mateix Francesc Pi i Margall, president de la Primera República, afirmava que "Castella fou entre les nacions d'Espanya la primera que va perdre les seves llibertats en Villalar sota el primer rei de la Casa d'Àustria".
En els primers anys del segle xx, durant la Restauració, va haver altres intents de celebració en Villalar. Entre ells la iniciativa de José María Zorita Díez, diputat liberal per Valladolid, que va realitzar una petició d'un crèdit extraordinari per a commemorar la batalla de Villalar. En 1920 l'Ajuntament de Santander va proposar que les corporacions castellanes celebressin el IV Centenari dels Comuners de Castella. Així mateix, la Casa de Palència va acordar en 1923: "que el 23 d'abril pròxim vagin totes les representacions de Castella als camps de Villalar, a jurar el Sant Grial castellà, davant l'escenari de la trencada Villalar (...). Que el mateix dia i a la mateixa hora es dediqui en totes les ciutats castellanes un minut de silenci als herois de Villalar".
Anys després, són nombroses les referències al simbolisme de Villalar. Pere Corominas i Montanya manifesta en el seu llibre "Per Castella endins" (1930): "el caràcter eminentment nacionalista de la guerra de les Comunitats de Castella". Per a ell, el document que va remetre la Santa Junta al rei és "la més bella i lliure Constitució que s'hagi donat mai la nació castellana". Corominas afirma que el sentiment de la llibertat política "fa dels comuners un nucli precursor de les revolucions anglesa i francesa. No sé si en cap llengua s'ha defensat el principi de sobirania popular en una forma tan elegant i humana com la usada per la Santa Junta en el seu missatge a l'emperador".
En aquells anys el professor Misael Bañuelos va manifestar que "Castella deixa de ser Castella en els camps de Villalar, i el castellà deixa de semblar-se a l'antic castellà, coincidint amb aquell succés desgraciat de la nostra història que aniquila la personalitat de Castella (...)". Amb el cop militar de 1936 i l'esclat de la guerra civil espanyola, la referència comunera segueix present entre els escamots defensors de la República. Durant la contesa es crea el "Batalló Comuneros de Castella". A l'origen es difon la convocatòria a formar part d'una "columna castellana" per a alliberar a les províncies d'Àvila i Salamanca. Els seus membres eren bàsicament castellans i usaven com a simbologia el pendó morat.
Ja en la dècada dels anys 60, l'historiador José Antonio Maravall publica el llibre "Las Comunidades de Castilla. Una primera revolución moderna", que constitueix la primera contribució contemporània que alhora revisava i contradeia en part la particular i deformada visió que dels comuners havien ofert fins llavors historiadors pròxims a les instàncies oficials del règim de Franco. Maravall considera les Comunitats de Castella no com una simple rebel·lia. Per a aquest autor la guerra de les Comunitats va ser molt més que una sèrie de motins i disturbis, inspirada per un pensament polític coherent que li confereix el caràcter de primer moviment revolucionari de l'Europa moderna. Aquestes teories són confirmades en estudis posteriors portats a terme per investigadors de gran prestigi, com Juan Ignacio Gutiérrez Nieto en "Las Comunidades como movimiento antiseñorial" (1973) i per Joseph Pérez amb la seva tesi doctoral "La revolución de las Comunidades de Castilla (1520-1521)", publicada en 1977. Els estudis d'aquests tres historiadors serviran de suport als nous moviments autonomistes que sorgiran durant la Transició cap a la democràcia, moviments que tindran en Villalar un referent fonamental.
Amb l'activitat antifranquista de principis dels anys 70 i les lluites sindicals, es produïxen els primers episodis que en certa manera poden considerar-se com premonitoris per al posterior naixement del nacionalisme castellà modern, i que tenien com a objectiu la consecució de la democràcia i les reivindicacions autonomistes. En la primavera de 1972 es funda a Valladolid la llibreria "Villalar", el nom de la qual és un homenatge simbòlic a les llibertats castellanes. Des d'aquesta llibreria es va articular bona part del moviment antifranquista clandestí a Valladolid. Aquest mateix any, en la llibreria "Villalar" es presenta el poema "Los Comuneros" escrit per Luis López Álvarez, obra literària que es va convertir en referència i himne de l'autonomisme castellanolleonès, i més encara quan en 1976 el grup folk Nuevo Mester de Juglaría va fer una adaptació musical d'aquest poema. En 1976 es convoca la primera concentració autonomista a Villalar dels Comuneros (Valladolid). Malgrat la prohibició governativa, unes 400 persones es van concentrar allí convocades per l'Instituto Regional Castellano-Leonés, associació regionalista que havia nascut mesos abans i que aglutinava a intel·lectuals, professors universitaris, periodistes, ecologistes i representants de partits polítics. Les persones congregades en Villalar van ser dissoltes per la Guàrdia Civil i les actuacions musicals previstes finalment no van poder celebrar-se.
Aquests fets van contribuir a reafirmar la importància posterior de la commemoració de Villalar. A l'any següent, en 1977, prop de 20.000 persones van assistir al Dia de Villalar, en una convocatòria conjunta dels dos principals col·lectius regionalistes de l'època: l'Instituto Regional Castellano-Leonés i l'Alianza Regional de Castilla y León.
El 22 d'abril de 1987 un noi punk de setze anys va morir a Villalar, durant una baralla entre punks i heavys a la ciutat. La víctima va rebre dues ferides d'arma blanca. L'assassí va ser detingut el 27 d'abril, i va reconèixer l'agressió. Afinals de setembre d'aquest any l'agressor es va penjar a la presó de Villanubla, Valladolid, suposadament a causa d'una depressió.

## Actes

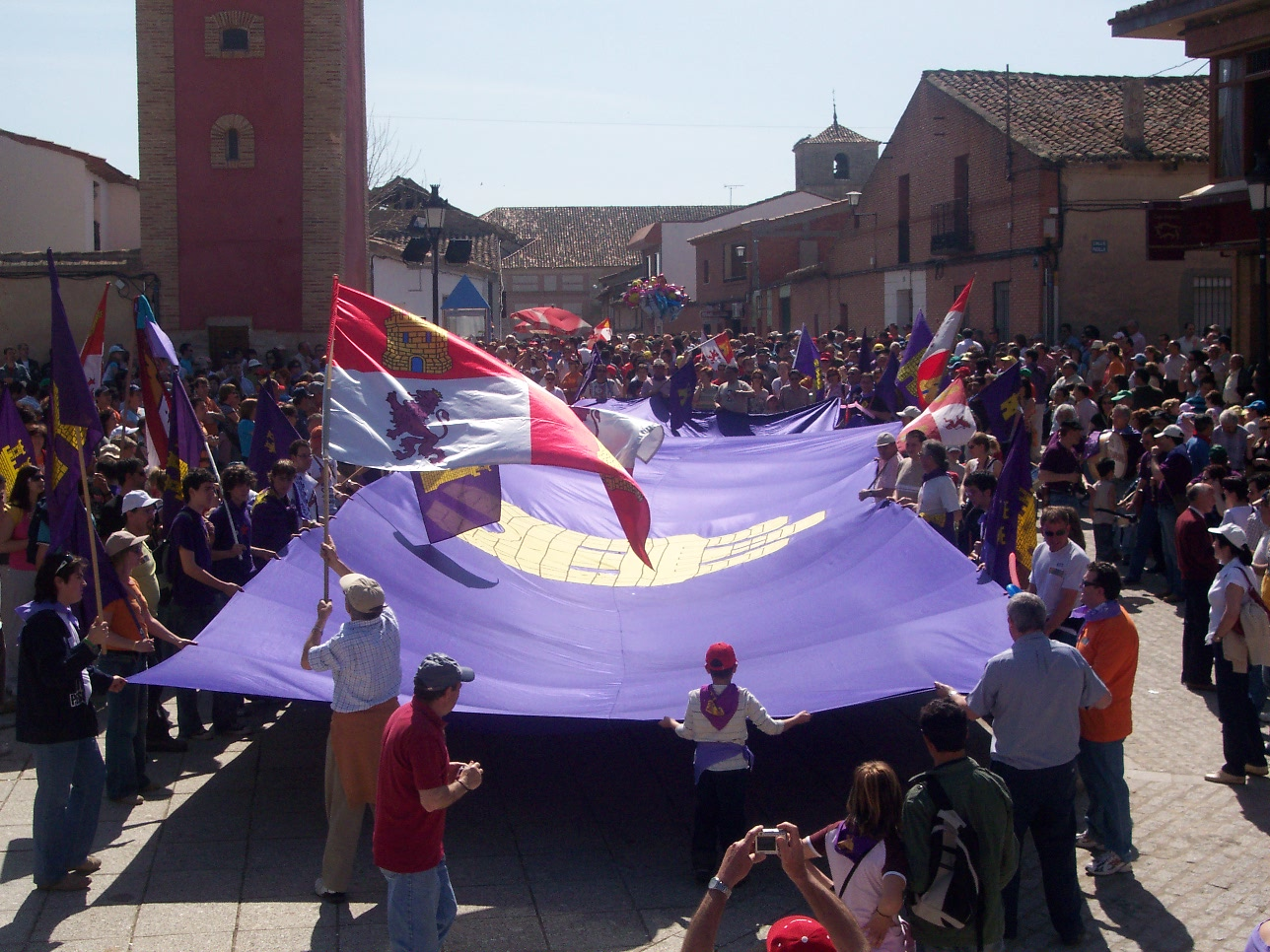
Pendó gegant en la Plaça Major de Villalar

El dia important i el gruix de celebracions i actes són el dia 23, però els actes comencen en la nit del dia 22, amb actuacions de grups musicals, a més hi ha una zona d'acampada lliure per a passar la nit. En el matí del 23 d'abril tenen lloc els actes polítics al costat del monòlit erigit en homenatge als Comuners on cada partit polític realitza una ofrena floral i pronuncia un discurs. Durant tot el dia del 23 d'abril es continua l'activitat política alternada amb balls i concerts de música tradicional castellano i lleonesa, esports autòctons, exposicions, teatre de carrer, activitats lúdiques, etc.

## Evolució
El 23 d'abril en els seus orígens va arribar a congregar a 200.000 persones (així ho recull per exemple el llibre "Fuerzas políticas en el proceso autonómico de Castilla y León 1975 - 1983" en la seva pàgina 245), en els temps de la preautonomia demanant l'autonomia per a Castella i Lleó. Avui segueix sent un símbol de regionalisme i els llavors Partit Autonòmic Nacionalista de Castella i Lleó, Alianza Regional de Castilla y León, Instituto Regional de Castilla y León, etc., han deixat avui pas a partits regionalistes com Unitat Regionalista de Castella i Lleó, partits nacionals com Partit Socialista Obrer Espanyol, Izquierda Unida, partits nacionalistes i castellanistes com Tierra Comunera, Izquierda Castellana o també més tímidament el Partit Popular.
L'entitat encarregada d'organitzar actualment la festa de Villalar és la Fundación Villalar - Castilla-León, donant cert aire d'oficialitat a la commemoració, després del període de govern d'Aznar a Castella i Lleó que es va decidir fer itinerant la celebració del Dia de Castella i Lleó, en detriment de la concentració popular de Villalar.